# Contre soirée
Albums de Bilal Hassani
Kingdom
(2019) Théorème
(2022)
Singles
1. Fais le vide
Sortie : 23 Avril 2020
2. Dead Bae
Sortie : 31 Juillet 2020
3. Tom
Sortie : 4 septembre 2020
4. Flash
Sortie : 20 novembre 2020
5. Control
Sortie : 27 novembre 2020
6. Ailleurs
Sortie : 16 décembre 2020

Contre soirée est le deuxième album studio de Bilal Hassani, sorti le 6 novembre 2020.

## Conception
Bilal Hassani souhaite construire avec Contre Soirée un album plus travaillé que son premier, Kingdom, sorti peu après sa sélection pour la finale du Concours Eurovision de la chanson. Alors que le premier a été écrit en trois semaines seulement, celui-ci résulte d'un an de travail,.
Album pop, avec des inspirations électro, house, disco, funk et plus encore, il bénéficie des participations de l'actrice, mannequin et créatrice de lingerie Zahia Dehar et du journaliste de mode Loïc Prigent, qui posent leurs voix respectivement sur les titres Contre Soirée et Ailleurs, sans pour autant chanter.
L'album est pensé comme un opéra rock et est tiré d'un rêve du chanteur datant de janvier 2019. Il transporte l'auditeur dans une « contre soirée », c'est-à-dire une soirée qui ne suit pas les codes habituels, un moment particulier dans une soirée « conventionnelle ». 
Les 5 premières chansons constituent la partie rose[pas clair], assez dansante, amusante et festive (la soirée se déroule plutôt calmement jusque-là) ; les 4 autres chansons la partie rouge[pas clair], plus torride (c'est là où la soirée bascule dans une dimensions plus extraordinaire) et les 3 autres chansons la partie verte[pas clair] (qui « sonne bleue » selon les propos du chanteur), plus mélancolique et profonde.
Le but de cet album est principalement de faire danser et d'amuser les gens qui l'écoutent, selon Bilal Hassani. Le sujet d'une « contre soirée » est donc assez approprié puisque l'album sort en pleine épidémie de Covid-19.

## Liste des chansons
| Contre soirée | Contre soirée                    | Contre soirée | Contre soirée | Contre soirée | Contre soirée | Contre soirée | Contre soirée | Contre soirée | Contre soirée |
| No            | Titre                            | Durée         |               |               |               |               |               |               |               |
| ------------- | -------------------------------- | ------------- | ------------- | ------------- | ------------- | ------------- | ------------- | ------------- | ------------- |
| 1.            | Contre soirée (avec Zahia Dehar) | 00:59         |               |               |               |               |               |               |               |
| 2.            | Fais le vide                     | 3:29          |               |               |               |               |               |               |               |
| 3.            | Ailleurs (avec Loïc Prigent)     | 2:59          |               |               |               |               |               |               |               |
| 4.            | Flash                            | 2:31          |               |               |               |               |               |               |               |
| 5.            | Vaisseau                         | 3:20          |               |               |               |               |               |               |               |
| 6.            | Dose                             | 1:49          |               |               |               |               |               |               |               |
| 7.            | Control                          | 3:03          |               |               |               |               |               |               |               |
| 8.            | Eros                             | 3:22          |               |               |               |               |               |               |               |
| 9.            | Dead Bae                         | 2:57          |               |               |               |               |               |               |               |
| 10.           | Sauver                           | 2:39          |               |               |               |               |               |               |               |
| 11.           | Tom                              | 3:31          |               |               |               |               |               |               |               |
| 12.           | Papa Maman                       | 2:52          |               |               |               |               |               |               |               |
| 13.           | Flash (Just Dance Version)       | 2:31          |               |               |               |               |               |               |               |
| 33:22         |                                  |               |               |               |               |               |               |               |               |

## Thèmes
Contre soirée a pour thèmes la force de se relever, la célébrité, les relations amoureuses, les émotions complexes, la relation de Bilal avec ses parents et les relations sexuelles. Tom évoque plus spécifiquement le harcèlement scolaire,. 

## Sortie
Contre soirée sort le 6 novembre 2020, en pleine épidémie de Covid-19. Bilal Hassani choisit de ne pas repousser sa sortie afin de rendre heureux son auditoire, malgré les circonstances.
Les trois singles, Fais le vide, Dead Bae et Tom sortent accompagnés d'un clip,, dans les mois précédents la sortie de l'album. Le jour-même de la sortie de l'album, le clip de Contre soirée est dévoilé. Le 20 novembre 2020, le clip de Flash (Just Dance Version) sort. Un clip pour la chanson Control apparaît le 27 novembre. Un clip vertical pour Ailleurs (feat. Loïc Prigent) est mis en ligne le 16 décembre.
L'album est disponible le jour de la sortie en format CD ainsi que sous forme de vinyle à partir du 11 décembre 2020.